# 雨宮氏
雨宮氏（あめのみや / あめみや / あまみや し）は、日本の氏族。

## 概要
名字・名前・家系図に特化したサービスを提供している「名字由来net」によれば、2015年時点で雨宮姓は全国で789番目に多い姓、最も多い山梨県でおよそ8300人いるとされる。江戸時代の諸書によれば、清和源氏村上氏流および藤原氏流などがある。戦国時代の雨宮一族は武将を輩出して信濃国埴科郡に存在した生仁城の城主となり、その後甲斐国の武田氏に仕えたことで知られ、なかでも上級の家格であった。

## 出自伝承
この名字は、その漢字の構成からも明らかなように、「雨の神を祀った宮」（雨乞い信仰）に由来するようである。実際「雨宮」と名付けられている神社は全国に複数存在するが、その最も古い例は、「国造神社」「小国両神社」「郡浦神社」「宮山神社」などで語り継がれている、熊本県の阿蘇地方に伝わる神話である。これらの神社では、雨宮媛命（アメノミヤ / アメミヤ / アマミヤ ヒメノミコト）という名の古代日本の女神が祀られている。景行天皇18年（88年）創建と伝わる国造神社によれば、雨宮は『先代旧事本紀』に登場する速瓶玉命の妃で、阿蘇氏の祖先の1人とされる。また、雨宮を蒲池氏の祖・蒲池媛命（カマチヒメノミコト）と同一人物とする説もあるほか、明和9年（1772年）の『肥後国志』では海龍王の女とも記述されている。なお、大正期の資料によれば、一部神社では『古事記』や『日本書紀』に登場するミヅハノメが雨宮神（アメミヤノカミ）または雨宮媛神（アメミヤノヒメノカミ）と呼ばれることもあるという。
雨宮氏の出自について根拠を示して伝える文献としては、文化9年（1812年）の『寛政重修諸家譜』がある（その原典は1721年の日夏繁高著『兵家茶話』とされる）。本書は清和源氏村上氏流の雨宮氏を、信濃国埴科郡屋代郷雨宮（長野県千曲市雨宮）発祥と推定する。「雨宮」という地名は、この地の「雨宮坐日吉神社」（あめのみやにますひえじんじゃ、飛鳥時代創建）にちなむとされるほか、1910年の『埴科郡志』には「野乗に一條天皇の朝に平維茂雨宮庄に居ると見え尚仝帝の朝に信濃魃なりしかば帝和泉式部をして和歌を詠じて雨を雨宮に請はしむとの記事善光寺道名所図会に見えたり雨宮の地名此頃より起りしならん」ともある。雨宮坐日吉神社に伝わるところによれば、もと「天ノ宮」と称していたが、いつの頃かこの神社に雨乞いをしたところ雨が降ったため、その神威をたたえて「雨宮」（あめのみや）に改めたという。なお、当地雨宮村の古い伝承によれば、本社を金刺大領（金刺舎人正長）の館跡とも伝えている。金刺氏は科野国造の後裔とされ、阿蘇の速瓶玉命（雨宮媛命の配偶者）と同族の関係にある。実際、本社に伝わる「雨宮の御神事」には、「国造踊」なる舞が伝わっており、国造金刺舎人氏の残照である可能性を示唆している。
古代史研究家の宝賀寿男によれば、甲斐の雨宮氏は、前述のように隣国信濃の雨宮に起る清和源氏村上氏一族の出で甲斐に移って武田氏に仕えたと伝える雨宮氏が甲斐に一部あったとしても、古来雨宮氏は甲斐の豪族であり、沙本毘古王を祖とする甲斐国造後裔一族の代表的な苗字であると推察した。なお、東八代郡米倉村の「鉾立明神」（鉾衝神社）の祠官に雨宮土佐がいたと文化11年（1814年）の『甲斐国志』に記されているほか、巨摩郡山寺町（現在の櫛形町域）の「八幡宮」に雨宮左膳、東山梨郡七里村塩後（現在の塩山市域）の「鈴宮明神」に雨宮大内蔵など、神職の名が伝わっている。また前述の『甲斐国志』には、韮崎市旭町にある「穂見神社」の別当寺「苗敷山宝生寺」（廃寺）の寺記に以下のような伝説があると記されている。鳳凰山の南下の仙窟に住む六度仙人という者が、山代王子の女国宝姫との間に風祭・風間・雨宮の三王子と藤巻の一王女を生み、地を割って甲斐国を山梨・八代・巨摩・都留の四郡に分かち、風間を山梨に、雨宮を八代に、風祭を巨摩に、藤巻を都留にそれぞれ封じ、六度仙人は国建明神となり、四人の子もそれぞれ刀八尾沙門・山梨明神・八代権現・諏訪明神になった。また、風間、雨宮、風祭、藤巻は「甲斐ノ四姓」と称されたとも伝える。

## 清和源氏村上氏流
『寛政重修諸家譜』や『更級郡埴科郡人名辞書』所収の「雨宮系図」では、鎌倉時代の武将・村上信貞の兄で村上義日の弟に当たる村上国信（『寛政重修諸家譜』では村上頼清の後裔・義次）の子・義衡（『寛政重修諸家譜』では義正）が前述の信濃国雨宮に住し、雨宮摂津守と称したのが、清和源氏村上氏流雨宮氏の始まりと推定する。なお、前項でも触れたように雨宮氏の本領を甲斐国とするか、あるいは早く甲斐国に移ったかについては判然とせず、寛永20年（1643年）の『寛永諸家系図伝』では、義光流甲斐源氏から甲州支流十六家の一つとして雨宮氏が誕生したとされていたが、『寛政重修諸家譜』で訂正されたという経緯もある。
『更級郡埴科郡人名辞書』所収の「雨宮系図」では、雨宮摂津守義衡の子に孫五郎義正、その子に与三義房（義正の弟とも）がおり、義正の弟に生身大和守義長がいる。雨宮孫五郎と雨宮与三は、応永7年（1400年）頃の大塔合戦について記された文正元年（1466年）の写本『大塔物語』にその名がある。生身は生仁のことで、生仁氏は埴科郡生仁郷を名字の地とする一族で雨宮氏と同族とされ、生仁城（唐崎城）の城主であった。永享12年（1440年）の結城合戦についての記録『結城陣番帳』には、二十六番に「雨宮殿」と「生仁殿」の名がある。そして義房の子に正次、その子に正法、その子に信秀、そしてその養子に、雨宮正利の養父・昌秀がいる、と伝える。また雨宮正法は、現在の雨宮坐日吉神社の西に「正法寺」（廃寺）を開基したとする。
1600年代初頭に成立した『甲陽軍鑑』によれば、雨宮淡路守存哲が武田信玄晩年の「諸国へ御使衆六人」の1人として数えられ、他国への使者として活動した。『寛政重修諸家譜』によれば、武田義信衆の武将・雨宮家次（摂津守の8代孫とされる）の子である雨宮昌茂から徳川家に仕え、江戸時代は旗本となった。その系譜の中で、家次の曾孫である雨宮正種（1612年生－1671年没）は初代京都西町奉行、正種の子・雨宮正長（1650年生－1708年没）は第37代火付盗賊改方を務めている。家次の兄弟という雨宮良晴は、武田信玄の従妹とされる理慶尼を妻に迎えた。正長の娘は、亀山藩藩主の世嗣・青山忠貴の正室となった。
『甲斐国志』では、雨宮氏について、前述の「甲斐ノ四姓」の伝説に言及するとともに、『兵家茶話』に記載されていたという系譜も載せており、それによれば雨宮氏は村上の庶流で代々信州川中島に住し、雨宮氏中興の祖・雨宮摂津守正忠（または家国。明応9年卒）の子・山城守正重、その子・十兵衛家政に至り武田家に仕え、その子・平兵衛昌茂に至り、徳川家に仕えたという。実際に現在の山梨県笛吹市（旧東八代郡一宮町末木村）にある「長昌寺」には、同地に居住したとされる源朝臣家国、又大檀那・雨宮摂津守家国が奉納したという大般若経や、雨宮氏住居跡も伝わる。
諏訪藩では、諏訪藩御城米の廻送を一手にした廻米問屋に雨宮氏があった。伝承によればはじめ信州雨の宮村に居を置き、雨宮摂津守を称したというため、本流の末葉と考えられる。
明治初期の著名な実業家・雨宮敬次郎も自伝の中で本流出身を称しており、先祖は代々甲斐で名主を務めたとしている。
家紋は、「丸に上の字」「左三つ巴」「十本骨扇」「丸に五三桐」「九曜」「七曜」「丸に剣片喰」「六角鞠挟」など。

## 藤原氏流
『寛政重修諸家譜』では、武田信虎に仕えたという雨宮忠正をその祖としている。本書には、「今の呈譜に清和源氏なりといふ」とも記されている。歴史学者・太田亮の『甲斐』（1926年）によれば、「恐く前條氏と同族なるべし」としている。尾張藩士に雨宮の名があるが、これは藤原氏流とされる。
家紋は、「丸に上の字」「左三つ巴」など。

## その他
望月氏流雨宮氏や秋山氏流雨宮氏なども確認される。
秋山氏流雨宮氏は、武田信虎に属したのち武田勝頼に仕えた秋山正次がはじめ雨宮と名乗ったことに発する。家紋は「丸に花菱」「丸に三階菱」など。
鯖江藩では、家臣団のなかに雨宮の名があるほか、幕末に西島氏から改姓した藩医の家系があり、雨宮玄仲がその初代である。
江戸時代以降の甲斐では、真継家勅許鋳物師の一族として、沼上氏とともに雨宮氏が知られ、幕末から明治期まで存続した。また、甲斐の硯職人の一族にも雨宮氏（雨宮弥兵衛）があり、現在も名跡として存続している。さらに、甲州葡萄の生産などにおいても江戸期以降地主などで雨宮姓が見られ、古くは、甲斐国八代郡祝村（現在の勝沼町上岩崎）の雨宮勘解由なる人物が、平安末期の文治二年（1186年）、路傍に野生の珍しい葡萄が実っているのを発見し、その根を移植して育てたのが、日本の葡萄栽培のはじまりだという伝説も残る（この伝説では勘解由の後裔を雨宮良晴とも伝える）。
天保14年（1843年）に記された『見聞誌』には、慶長10-18年（1605年-1613年）の間に、八王子十八人代官（関東十八代官）の1人として雨宮勘兵衛の名が記されており、現在の東京都八王子市には、勘兵衛の祖である雨宮秀徳によって天正8年（1580年）に開創されたと伝わる寺も存在する。